# کیهان‌شناسی مزدیسنا
در مزدیسنا و اسطوره‌های ایرانی جهان هستی به چهار دوره سه هزار ساله تقسیم می‌شود. در سه هزار سال اول که دوره اصلی است، همه چیز در حال سکون و آرامش و جهان غیر مرئی است. این جهان به دو بخش تقسیم می‌شود. یک دنیای زیبا و اهورایی و یک دنیای اهریمنی و تاریک. اهورامزدا از وجود اهریمن آگاه است، اما اهریمن که در قعر تاریکی است، از وجود اهورامزدا بی‌اطلاع است. در سه هزار سال میانه که با خواب اهریمن آغاز می‌شود، اهورامزدا با استفاده از این فرصت دست به کار ساختن شش پیش نمونه جهان هستی یعنی آسمان، آب، زمین، گیاه، چهارپایان و بالاخره انسان می‌شود. در این دوره همچنین هفت اَمشاسپَند (هفت جلوه مینوی) زاده می‌شوند. این فرشتگان مقرب عبارتند از:
- سپِنتَه مَینیو یا روح نیکوکار.
- وهُومَنَه (بهمن) یا اندیشه نیک.
- اَشَه (اردیبهشت) یا راستی.
- خشثرَه وَیریَه (شهریور) حکمرانی خوب.
- اَرمَیتی (اسپندارمذ) اخلاص.
- هَوروَتات (خرداد) کمال
- اَمِرُتات (امرداد) یا بی‌مرگی.[۱]

زرتشت در آغازِ دورهٔ چهارم به دنیا می‌آید. در پایانِ هر هزاره نیز یک ناجی خواهد آمد و پس از آن سوشیانت که سومین و آخرین منجی است خواهد آمد و قضاوتِ نهایی را انجام داده و دنیایی جدید خواهد ساخت.

## کیهان‌شناسی دینی
کیهان‌شناسی دینی (همچنین کیهان‌شناسی اساطیری) روشِ توضیحِ منشأ، تاریخچه و تکامل جهان هستی بر اساسِ اسطوره‌شناسی دینیِ یک سنت خاص است.